# Foundiougne
Foundiougne är en ort och kommun i västra Senegal. Den ligger längs Saloumfloden i regionen Fatick och har cirka 8 000 invånare.